# Stella Jones
Stella Jones (født 1971 i Vestberlin) er en tysk-østrigsk sangerinde, som repræsenterede Østrig ved Eurovision Song Contest 1995 med sangen "Die Welt dreht sich verkehrt". 